# ガク割
ガク割（ガクわり）は、2000年11月1日から2009年8月9日まで提供していた、KDDI、および沖縄セルラー電話の各携帯電話（各auブランド）における、学生限定の月額使用料割引サービスである。

## サービス内容
- 基本料金とau携帯・固定電話への通話料・Cメール送信料を50％割り引く。
- 他社携帯やPHSへの通話料は20％割り引く。
- 国際通話やパケット料は含まない。

## 注意点
- CDMA 1Xのみ利用可能となっていた。
- 1年間の縛りがある。すなわち契約期間中の解約や「ガク割」解除には契約解除料が3,000円（税別）かかっていた。
  - ガク割のサービスが受けられない状況になった（学生で無くなった場合や、CDMA 1X WIN端末へ機種変更した場合など）場合は、年割・誰でも割に移行すれば契約解除料はかからない。
  - 2004年2月29日以前に契約した場合、解約や「ガク割」解除をしても契約解除料はかからない（現在も1年契約のサービスを継続して契約している場合のみ）。
- 無料通話分も半額となる。
  - au携帯電話などへの通話料が半額となっているので最大無料通話可能時間は変わらないが、他社携帯やPHSとの通話が多いと「ガク割」を適用しない場合よりも無料通話可能時間が短くなってしまう。
- 指定割など、CDMA 1Xプランで申し込める割引サービスの中にも併用できないサービスが存在した。
  - これらの割引サービスがすでに適用されている場合は、「ガク割」の適用は翌月からとなり、併用できないサービスはこの時点で解除となった。
- 学生であっても、小学生やauが指定していない学校の生徒は、利用不可となっていた。
- 無期限くりこしおよび、家族割での無料通話分の分け合いは不可。
  - 「家族割」対象回線に含めることは可能だが、Cメール無料以外のサービス（家族間通話無料など）は「ガク割」利用者には適用されなかった。

## 新規受け付け終了
CDMA 1Xの新規受付が2009年8月9日で停止されることに伴い、1X専用の本サービスも同日で新規申し込み停止となる。ただし既存ユーザーはCDMA 1Xサービス停波の2012年7月22日まで使用可能となっていた。

## 同類サービス
- タイプシンプル学割 （NTTドコモ）2010年の学生向け割引サービス
- 応援学割（NTTドコモ）2011年1月28日～2011年5月31日申込限定の学生向け割引
- 学生割引（ソフトバンクモバイル）オレンジプランに含まれ、SoftBank 3Gでの契約も可能。
- ホワイト学割（ソフトバンクモバイル）2008年2月1日から5月31日までの期間限定割引サービス。ホワイトプランに含まれ、SoftBank 3Gのみ加入可能。